# Cathédrale de Trani
La cathédrale de Trani ou basilique cathédrale Notre-Dame-de-l'Assomption (en italien : Duomo di Trani ou officiellement basilica cattedrale di Santa Maria Assunta, et parfois comme la cathédrale San Nicola Pellegrino) est le bâtiment le plus prestigieux de Trani dans les Pouilles.
L'église est le siège de l'archevêché de Trani-Barletta-Bisceglie, et elle est basilique mineure depuis 1960.

## Histoire
Sa construction, liée à des événements concernant saint Nicolas le Pèlerin, s'est tenue au cours de la période de domination normande. L'histoire raconte qu'il débarqua à Trani après avoir été maltraité et que plusieurs miracles se produisirent avant et après sa mort, si bien qu'il fut canonisé à l'initiative de l'archevêque de Trani, Byzance, avec l'approbation du pape Urbain II. 
Commencée en 1099, l'église a été construite sur la base d'une l'église plus ancienne nommée Santa Maria della Scala. Un premier édifice de culte datant du IVe siècle, attesté par de récentes fouilles archéologiques, aurait été érigé au même endroit. Plus tard, l'église Santa Maria a été construite, à l'intérieur de laquelle un sanctuaire a été creusé pour abriter les reliques de saint Leuce (en), volées à Brindisi au VIIIe siècle. Celles de saint Nicolas le Pèlerin ont été placées dans la crypte transversale, située juste en dessous du transept de l'église supérieure.
La cathédrale a été consacrée en 1143 avant d'être achevée. La phase décisive de la construction a vraisemblablement eu lieu entre 1159 et 1186 sous l'impulsion de l'évêque Bertrand II, tandis qu'en 1200 on considérait que l'édifice était achevé, à l'exception du clocher.
En 1973, des scènes du film Flavia la défroquée furent tournés près de la cathédrale.

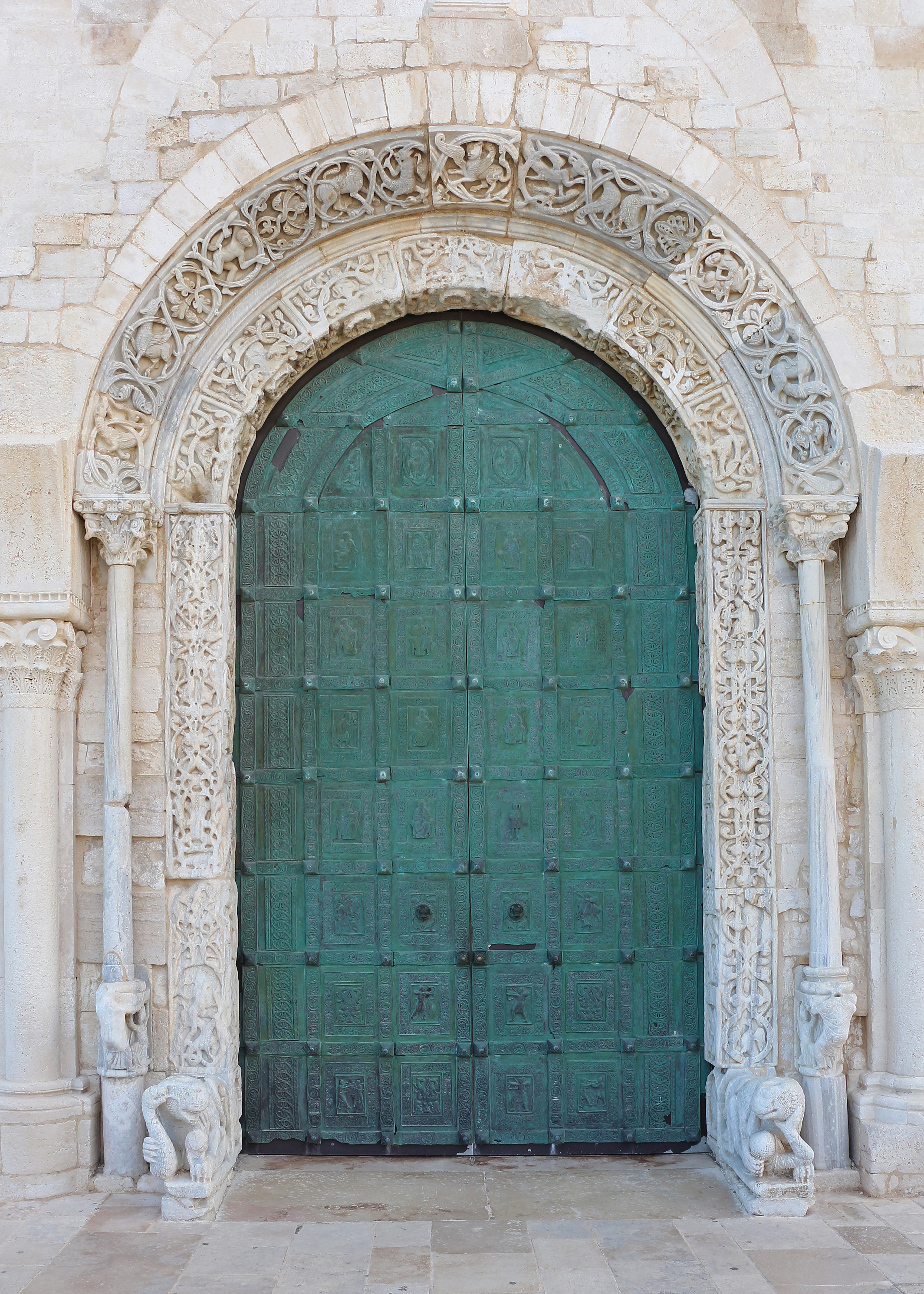
Porte principale en bronze
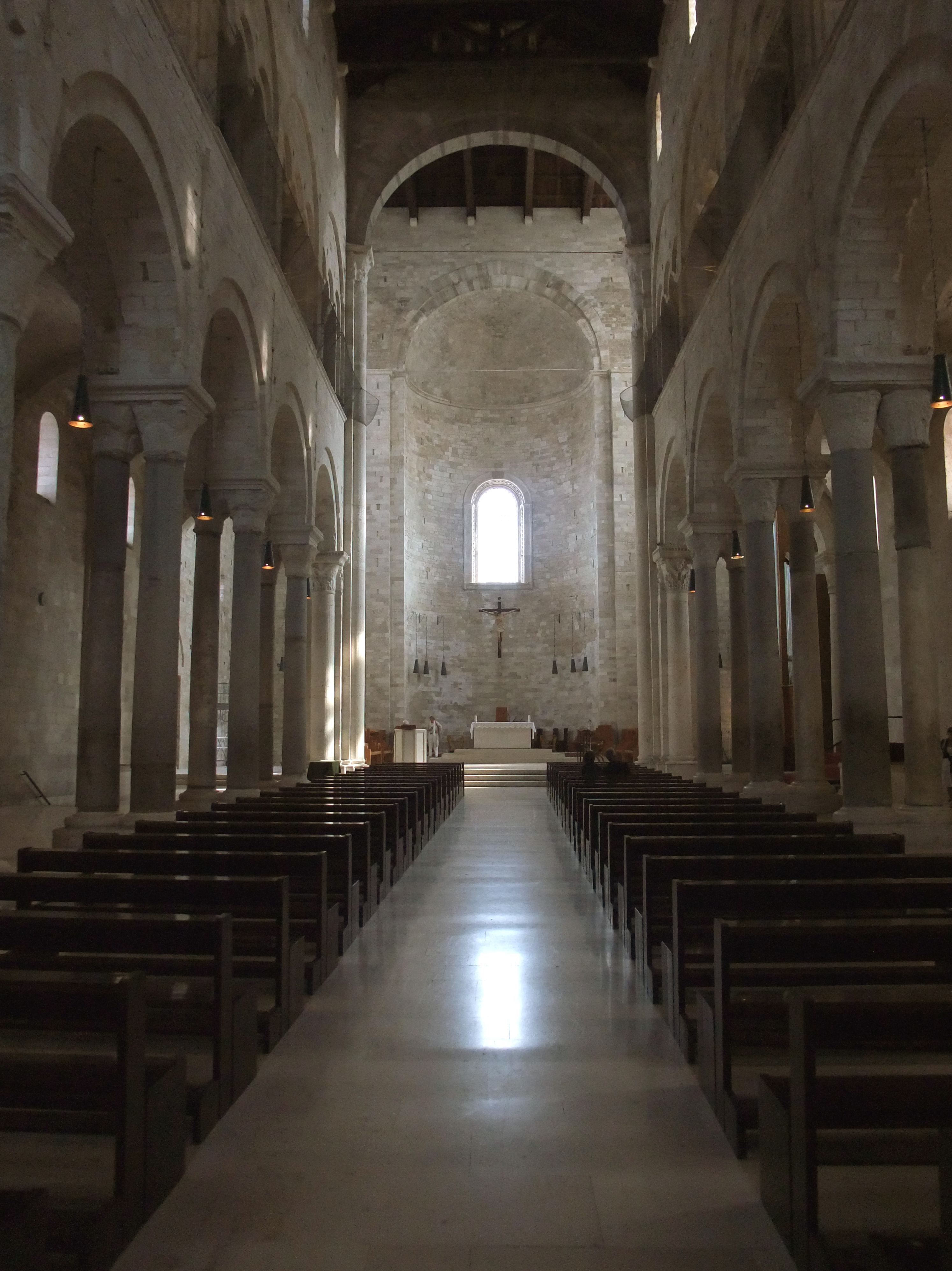
La nef et le chœur.
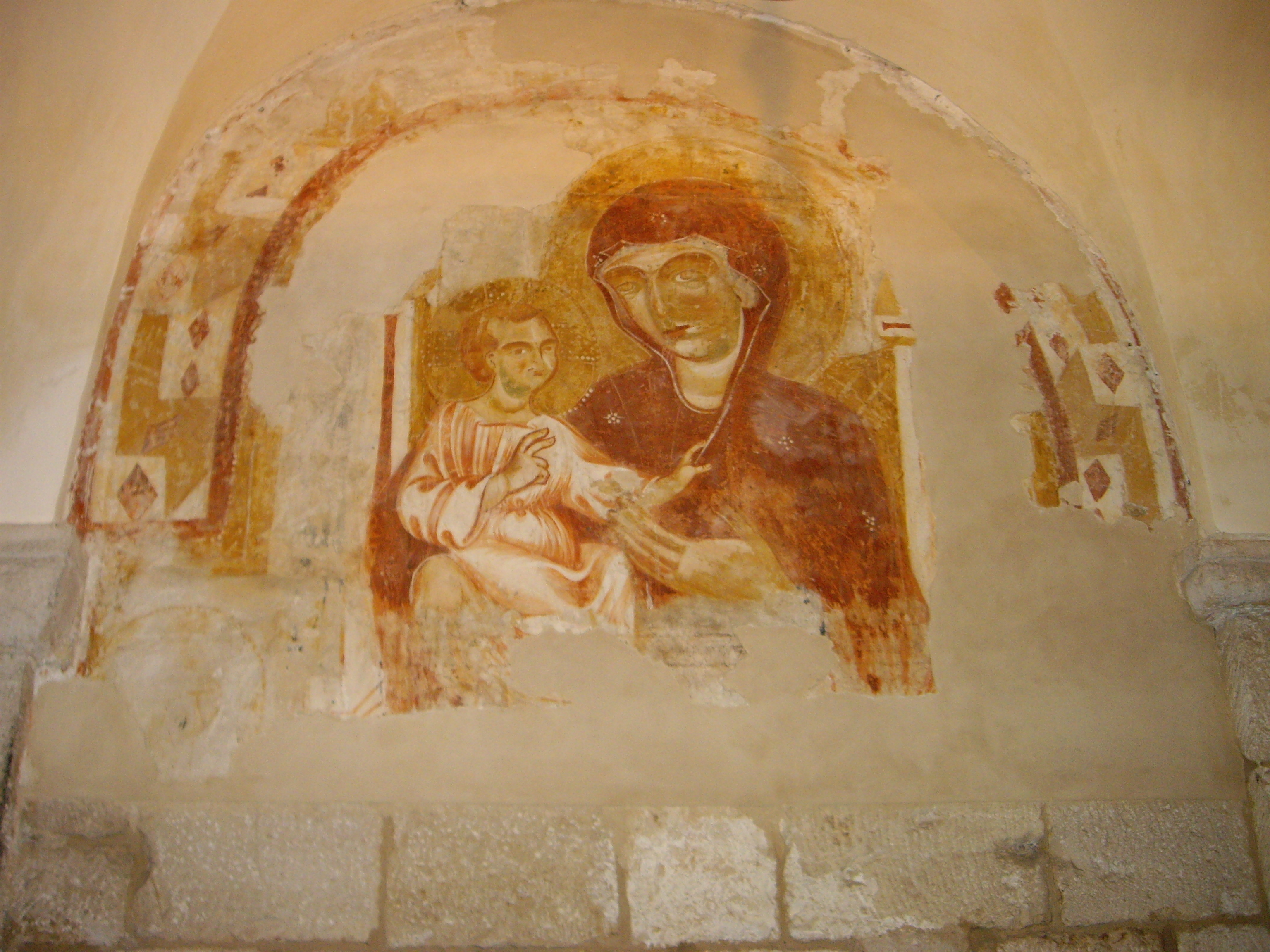
Fresque datant de l'église Santa Maria, Madone.

## Architecture
La cathédrale est un exemple de l'architecture romane des Pouilles.
Elle a été construite en utilisant le matériau de tuf calcaire typique de la région : c'est la pierre de Trani, extraite des carrières de la ville, caractérisée par une très légère couleur rose, presque blanc.
L'église se distingue par son important transept et par l'utilisation de l'arc ogival formant un passage sous le clocher, un phénomène pas très courant dans l'architecture romane.